# 2020–2021-es magyar futsalkupa
A 2020–2021-es magyar futsalkupa  a sorozat 15. kiírása, a címvédő pedig az Haladás VSE volt.
Ebben az évben rekordszámú csapat, összesen 39 nevezett, köztük nyolc harmadosztályú. Az első körben nem szerepeltek az NBI-es csapatok és az Érd, mivel eljutott az előző kiírásban a legjobb négy közé, így szintén kiemelt volt. A többi 28 csapatot kétszer 14 csapatra, keletre és nyugatra osztották  területi elv alapján és így sorsolták. A 28 együttesből csak a felét húzták ki az első fordulóban, a többiek erőnyerőként rögtön a második fordulóba léptek. 
A kupát a döntőben a Berettyóújfalut legyőzve a Balaton Bútor FC Veszprém nyerte meg.

## 1. forduló
A párharcok egy mérkőzésen dőltek el, és döntetlen esetén az alacsonyabb osztályú csapat jutott tovább. Ha két azonos osztálybéli találkozott, akkor hosszabbítás, majd büntetők következtek.A játéknap 2020.szeptember 30. 
|                   |                         | eredmény |
| ----------------- | ----------------------- | -------- |
| USE NYírség FC    | Kincsem Futsal          | 3-5      |
| Alsónémedi SE     | Bátonyterenyei TCSE     | 5-6      |
| Maglódi TC        | Kartal SE               | 11-9     |
| MEAFC             | Mádi FC                 | 4-6      |
| Kőszegi Lóránt FC | Rákospalotai Reactor SE | 7-1      |
| BAK               | Nagykanizsa             | 3-0      |
| Szigetszentmiklós | REAC-SISE               | 4-6      |

## 2. forduló
A párharcok egy mérkőzésen dőltek el, és döntetlen esetén az alacsonyabb osztályú csapat jutott tovább. Ha két azonos osztálybéli találkozott, akkor hosszabbítás, majd büntetők következtek. A játéknap 2020.október 14.
|                                     |                         | eredmény |
| ----------------------------------- | ----------------------- | -------- |
| Kincsem Futsal                      | Mádi FC                 | 3-6      |
| Bátonyterenyei TCSE                 | REAC-SISE               | 8-11     |
| Maglódi TC                          | Nyírgyulaj KSE          | 2-5      |
| ELTE-BEAC                           | Haladás VSE             | 1-10     |
| Kőszegi Lóránt FC                   | Újpest RFC-220 Volt     | 3-4      |
| BAK                                 | Aramis SE               | 5-10     |
| Kelen SC                            | SG Kecskemét Futsal     | 5-11     |
| Csenger Futsal                      | MVFC Berettyóújfalu     | 0-6      |
| Nyírbátori SC                       | Dunaferr DUE Dutrade FC | 3-10     |
| Lurkó Focimánia FK                  | Balaton bútor Veszprém  | 2-5      |
| Pázmándfalu                         | FTC-Fisher Klíma        | 1-14     |
| PEAC                                | DEAC                    | 2-3      |
| Energia SC Gyöngyös                 | Hidegkúti SC            | 5-3      |
| Dirner-Siland Futsal Club Egyesület | TFSE-szertasport.hu     | 3-9      |
| Tihanyi FC                          | Asterix SC Érd          | 10-4     |
| UTE                                 | Kistarcsai VSC          | 5-6      |

## Nyolcaddöntő
Amennyiben a rendes játékidőben döntetlen az eredmény, akkor az alacsonyabb osztályú bajnokságban szereplő sportszervezet csapata a
továbbjutó. A 2020-2021. évi bajnokságok azonos osztályában szereplő sportszervezetek mérkőzésén, amennyiben a rendes játékidőben döntetlen az eredmény, akkor 2x5 perces hosszabbítás következik. Ha a hosszabbítás után is döntetlen az eredmény, akkor a továbbjutás a büntető pontról végzett rúgásokkal dől el a Futsal Játékszabályainak rendelkezései szerint. Játéknap: November 4. illetve november 12.
|                           |                     | eredmény |
| ------------------------- | ------------------- | -------- |
| Mádi FC                   | Haladás VSE         | 3-9      |
| SG Kecskemét Futsal       | MVFC Berettyóújfalu | 2-3      |
| Dunaferr DUE Dutrade FC   | Nyírgyulaj KSE      | 1-5      |
| Újpest FC                 | Aramis SE           | 5-2      |
| Balaton Bútor FC Veszprém | DEAC                | 3-2      |
| TFSE Szertársport.hu      | FTC Fisher Klíma    | 2-6      |
| Tihanyi FC                | Kistarcsai VSC      | 1-6      |
| REAC-SISE                 | Energia SC Gyöngyös | 5-2      |

## Negyeddöntő
A negyeddöntőben már két mérkőzésen dőlt el a továbbjutás.
Amennyiben a rendes játékidőben döntetlen az eredmény, úgy hosszabbítás következett. Ha a hosszabbításban mindkét csapat azonos számú gólt ér el, a továbbjutást az idegenben szereplő csapat szerzi meg, mivel az idegenben elért gólok döntetlen eredmény esetén duplán számítottak. Ha a hosszabbításban nem esett gól, akkor a továbbjutás a büntetőpontról végzett rúgásokkal dőlt el a Futsal Játékszabályainak rendelkezései szerint.
|                     |                           | 1.mérk. | 2.mérk. | össz.       |
| ------------------- | ------------------------- | ------- | ------- | ----------- |
| Nyírgyulaj KSE      | Haladás VSE               | 2-2     | 3-3     | 5-5 (i.l.g) |
| REAC-SISE           | Újpest FC                 | 4-6     | 4-12    | 8-18        |
| Kistarcsai VSC      | Balaton Bútor FC Veszprém | 3-10    | 2-9     | 5-19        |
| MVFC Berettyóújfalu | FTC-Fisher Klíma          | 6-1     | 1-1     | 7-2         |

## Final four
Az elődöntőben és a döntőben egy mérkőzésen dől el a továbbjutó, illetve kupa sorsa. Amennyiben döntetlen eredmény születik a találkozón, akkor 2x5 perces hosszabbítás következik. Ha a hosszabbítás végén sem dönthető el a továbbjutó, ill. a kupa sorsa, akkor a büntetőrúgások következnek.
|                           |                     | Eredmény |
| ------------------------- | ------------------- | -------- |
| Balaton Bútor FC Veszprém | Nyírgyulaj KSE      | 4-1      |
| Újpest FC                 | MVFC Berettyóújfalu | 5-6      |

|  |                                         |                           |                     |                              |   |                           |                           |       |
|  | Elődöntők                               | Elődöntők                 | Elődöntők           |                              |   | Döntő                     | Döntő                     | Döntő |
|  | Elődöntők                               | Elődöntők                 | Elődöntők           |                              |   | Döntő                     | Döntő                     | Döntő |
|  | május 22. – Aramis Sportcsarnok         |                           |                     |                              |   |                           |                           |       |
|  |                                         |                           |                     |                              |   |                           |                           |       |
|  | Balaton Bútor FC Veszprém               | Balaton Bútor FC Veszprém | 4                   |                              |   |                           |                           |       |
|  | Balaton Bútor FC Veszprém               | Balaton Bútor FC Veszprém | 4                   | május 23. – Elek Gyula Aréna |   |                           |                           |       |
|  | Nyírgyulaj KSE                          | Nyírgyulaj KSE            | 1                   |                              |   |                           |                           |       |
|  | Nyírgyulaj KSE                          | Nyírgyulaj KSE            | 1                   |                              |   | Balaton Bútor FC Veszprém | Balaton Bútor FC Veszprém | 7     |
|  | május 22. – Gabányi László Sportcsarnok |                           |                     |                              |   | Balaton Bútor FC Veszprém | Balaton Bútor FC Veszprém | 7     |
|  |                                         |                           | MVFC Berettyóújfalu | MVFC Berettyóújfalu          | 4 |                           |                           |       |
|  | Újpest FC (futsal)                      | Újpest FC (futsal)        | MVFC Berettyóújfalu | MVFC Berettyóújfalu          | 4 | 5                         |                           |       |
|  | Újpest FC (futsal)                      | Újpest FC (futsal)        |                     |                              |   |                           |                           |       |
|  | MVFC Berettyóújfalu                     | MVFC Berettyóújfalu       | 6                   |                              |   |                           |                           |       |
|  | MVFC Berettyóújfalu                     | MVFC Berettyóújfalu       | 6                   |                              |   |                           |                           |       |
|  |                                         |                           |                     |                              |   |                           |                           |       |

### Elődöntők
| 2021. május 22. 13:00 |

| Balaton Bútor FC Veszprém          | 4-1               | Nyírgyulaj KSE |
| ---------------------------------- | ----------------- | -------------- |
| Pál 20', 20' Antonio 24' Tatai 30' | (2-1) Jegyzőkönyv | Lapa 16'       |

| Aramis Sportcsarnok, Budaörs Játékvezető: Borbás Bottyán Aurél (magyar) |

| 2021. május 22. 13:00 |

| Újpest FC                                       | 5-6               | MVFC Berettyóújfalu                                   |
| ----------------------------------------------- | ----------------- | ----------------------------------------------------- |
| Nehéz 22', 34' Szeghy 25' Lucas 32' Horváth 36' | (0-5) Jegyzőkönyv | Filho 5' Rábl 8', 9' Yubero 11' Mauricio 15' Nagy 33' |

| Gabányi László Sportcsarnok, Budapest Játékvezető: Juhász Dávid (magyar) |

### Döntő
| 2021. május 23. 19:30 |

| Balaton Bútor FC Veszprém                                                    | 7-4 (h. u.)       | MVFC Berettyóújfalu               |
| ---------------------------------------------------------------------------- | ----------------- | --------------------------------- |
| Antonio 16', 49' Tatai 19' Komáromi 31' Boromisza 39' Rutai 47' Komáromi 49' | (2-1) Jegyzőkönyv | Mauricio 8', 37' Pereire 38', 40' |

| Elek Gyula Aréna, Budapest Játékvezető: Zimonyi Péter (magyar) |